# Адмет
Адмет (др.-греч. Ἄδμητος «неукротимый») — в греческой мифологии сын Ферета, царя Ферского в Фессалии, и Периклимены. Упомянут в «Илиаде» (II 714 и др.).

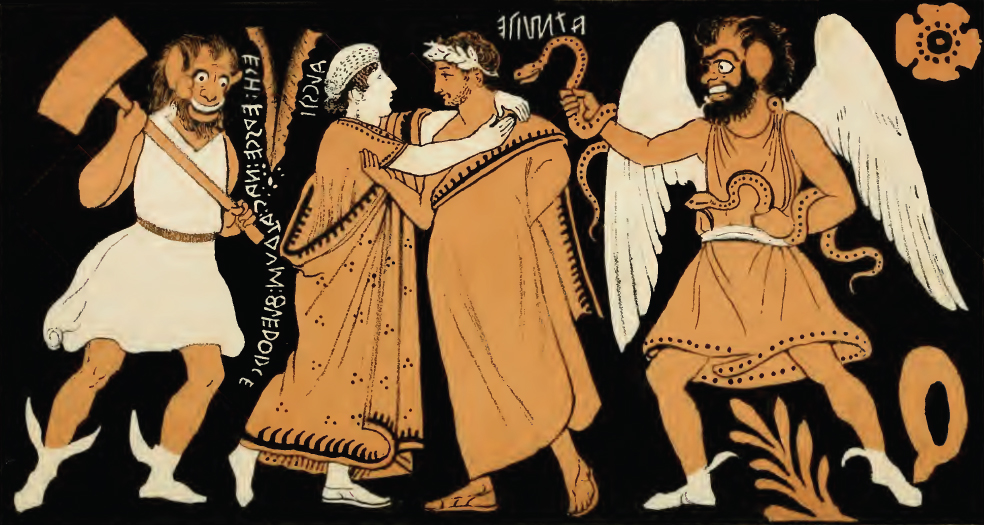
Прощание Алкестиды с Адметом. Этрусская краснофигурная вазопись

Участник охоты на Калидонского вепря и похода аргонавтов. Участник погребальных игр по Пелию, выступал в кулачном бою.

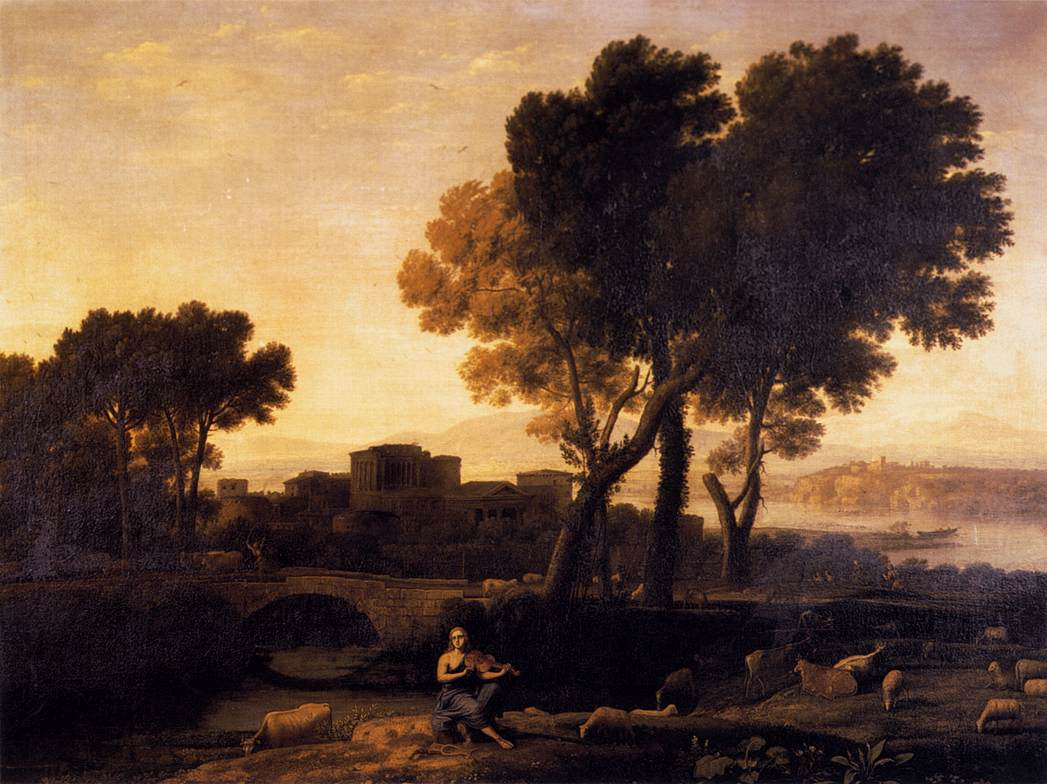
Клод Лоррен. Аполлон, пасущий стада Адмета. 1654

Известен в сказаниях тем, что у него служил в пастухах Аполлон в наказание за то, что Аполлон убил циклопов либо дракона Пифона.
Аполлон пас стада Адмета на протяжении года, либо 8 лет (то есть великого года), либо 4 года на берегах реки Амфрис. Когда Аполлон играл на тростниковой флейте и на золотой кифаре, хищные звери выходили из леса и спокойно ходили среди стад. Впервые миф, видимо, изложил Ферекид. Однако уже Гомер упоминает о кобылицах Евмела, сына Адмета, воспитанных Аполлоном.
Когда Пелий обещал тому, кто запряжёт в одну повозку льва и вепря (либо львов и вепрей), отдать свою дочь Алкесту, Адмету помог это сделать Аполлон (либо ему помогли Аполлон и Геракл). Адмета также называют возлюбленным Геракла.
Но Адмет при свадебных жертвоприношениях забыл упомянуть Артемиду, и рассерженная богиня хотела послать в брачный покой змей, но Аполлону удалось помирить их. Наконец он выхлопотал ещё у Мойр то, что вместо Адмета при приближении смерти мог умереть кто-нибудь другой. Мойры обещали это, когда Аполлон напоил их допьяна. Это и сделала жена Адмета, Алкестида. Однако Геракл освободил её из Аида и вернул Адмету; по другой версии, боги сами, восхитившись подвигом Алкестиды, выпустили её душу из царства мёртвых. Согласно толкованию Палефата, Адмет спас свою двоюродную сестру Алкестиду от преследования Акаста, её брата, мстящего за смерть Пелия. Когда же Акаст осадил город Адмета, а самого его взял в плен, Алкестида, узнав о беде брата, сама предалась в руки врагов, добившись спасения Адмета. После этого Геракл освободил Алкестиду. Так, согласно Палефату, появился миф о том, что Геракл «вырвал Алкестиду из рук смерти».
Адмет соорудил храм Аполлона в Тамине у Эретрии на Евбее. У него были сын Евмел и дочь Перимела, в одной из версий мифа жена Аргуса, мать Магнета и Македона.
Действующее лицо трагедий Фриниха «Алкестида», Софокла «Адмет», Еврипида «Алкеста», ряда комедий.
Алкестида — пример супружеской верности по Платону.